# Norma Bouterse
Norma Bouterse (Paramaribo, 1953) was een Surinaams taekwondoka, actrice en model, en is dichteres en schrijfster.

## Biografie
Norma Bouterse was medio jaren 1970 actief in taekwondo en leerling van de grootmeester Eric Lie. Ze behaalde haar zwarte band in 1978, als tweede vrouwelijke zwartebander van Suriname in deze sport, na Mirjam Burkhard. In 1975 was ze actrice in de musical Fri libi van het Doe-theater. Ze won twee missverkiezingen, waaronder die van Miss Fair Trade 1975.
Beroepsmatig ontwikkelde ze zich tot leerkracht, directiesecretaresse en psychotherapeut. Daarnaast is ze schrijfster van gedichten en korte verhalen. Ze is lid van de Schrijversgroep '77 en was een van de gastsprekers tijdens het openingsprogramma van het internationaal literatuurfestival in Fort Zeelandia in 2006. In 2017 kreeg ze na het uitlezen van Blaka Rosu de eerste prijs uitgereikt tijdens de schrijfwedstrijd in Huis van de Wijk Buitenveldert in Amsterdam.